# شهرستان لارنس (پنسیلوانیا)
شهرستان لارنس، پنسیلوانیا (به انگلیسی: Lawrence County, Pennsylvania) شهرستانی در ایالات متحده آمریکا است که در پنسیلوانیا واقع شده‌است.

## خصوصیات
شهرستان لارنس ۹۴۰٫۱۷ کیلومترمربع مساحت دارد.